# Мятеж Сурета Гусейнова
Мятеж Сурета Гусейнова — вооружённый мятеж под руководством полевого командира, полковника ВС Азербайджана, Сурета Гусейнова, который завершился свержением президента страны Абульфаза Эльчибея и власти Народного фронта Азербайджана. В результате главой республики стал вернувшийся в Баку из Нахичевани Гейдар Алиев, а Гусейнов получил пост премьер-министра. Мятеж происходил в г. Гяндже

## История
В январе 1993 года Азербайджан развернул неудачное наступление на Мардакертском направлении в Нагорном Карабахе, главная роль в котором была отведена второму корпусу Сурета Гусейнова. Провал наступления и последовавшее за ним контрнаступление армян стали причиной последовавшей за этим чистки армейского руководства, так в отставку ушёл министр обороны, Рагим Газиев. Близ села Атерк (Гасанриз) азербайджанское подразделение попало в окружение. После данного инцидента Сурет Гусейнов отвёл две бригады с передовой. В ответ 23 февраля 1993 года правительство Народного фронта Азербайджана лишило Гусейнова всех прежних должностей и отстранило его от командования, был отдан приказ о его аресте и разоружении второго корпуса, однако тот отправил свою бригаду на базу в город Гянджа и отказался ее расформировать.
В мае 1993 года Россия на полгода раньше запланированного срока начала вывод 104-го десантного полка, дислоцированного в Гяндже, почти всё вооружение полка попало в руки Гусейнова и подконтрольных ему военных.
4 июня 1993 года по инициативе премьер-министра Панах Гусейнова власти приступили к реализации плана «Тайфун» и направили деморализованные правительственные войска с целью разоружения мятежного гарнизона, подконтрольного Сурету Гусейнову. Части правительственных войск скрытно подобрались к Гяндже и попытались с ходу войти в город, однако встретили вооружённое сопротивление людей Гусейнова. После этого правительственные войска начали штурм казарм, в которых располагались сторонники Сурета Гусейнова, однако бойцы Сурета Гусейнова смогли отбить атаку и даже взять в плен около 40 правительственных солдат и несколько чиновников — генпрокурора Ихтияра Ширинова, заместителей министра национальной безопасности и внутренних дел, Сульхеддина Акберова и Габиля Мамедова, в результате с обеих сторон погибло 35 человек. Неудачные действия властей обострили сложную внутриполитическую ситуацию в стране, оппозиция возложила ответственность за происшедшее на правительство и потребовала наказания для организаторов операции. Позже министр иностранных дел Азербайджана, Тофик Гасымов, заявил, что правительство больше не собирается предпринимать «никаких насильственных действий» против мятежников. Так, 6 июня была создана специальная правительственная комиссия по переговорам.
Гусейнов назвал попытку разоружить его сторонников как «преступную» и первым делом приказал захваченному в плен генеральному прокурору выписать ордер на арест президента страны, Абульфаза Эльчибея. На следующий день войска Гусейнова начали продвижение к столице, заявив, что они не остановятся, пока Эльчибей не уйдет в отставку. Двигаясь к столице, Гусейнов не встречал серьёзного сопротивления со стороны правительственных войск в связи с тем, что Эльчибей, не желая повторения судьбы соседней Грузии, охваченной гражданской войны после свержения первого президента Звиада Гамсахурдии, запретил войскам стрелять по мятежникам. Ряд правительственных офицеров присоединились к мятежным войскам, заявив, что они не собираются «стрелять в своих соплеменников». За неделю до прибытия в Баку мятежные силы контролировали всё железнодорожное сообщение страны и ряд крупных городов. 7 июня Панах Гусейнов подал в отставку, 13 июня его примеру последовал председатель парламента, Иса Гамбар. В этих условиях 10 июня Эльчибей на встрече с приглашённым Гейдаром Алиевым предложил ему должность премьер-министра, однако Алиев отказался от предложения, вместо этого выразив интерес к посту спикера парламента.
13 и 14 июня Алиев побывал в Гяндже, где провел переговоры с Гусейновым. В ночь с 17 на 18 июня Эльчибей неожиданно вылетел из столицы, укрывшись в своём родном селе Келеки в Нахичеване, формально однако он не отказался от поста руководителя страны. Несмотря на это, исполняющим обязанности президента стал Гейдар Алиев. 18 июня войска мятежного полковника уже находились всего в 10 км от Баку, вместе с тем большая часть подконтрольных правительству азербайджанских войск удерживала позиции в Карабахе и не могла прийти на помощь столице.
24 июня Милли Меджлис Азербайджана проголосовал за передачу власти Гейдару Алиеву. 27 июня Гусейнов прибыл в Баку, где его встретил Гейдар Алиев, избранный двумя неделями ранее председателем парламента Азербайджана. После переговоров, через три дня, то есть 30 июня Гусейнов был назначен премьер-министром и «верховным главнокомандующим» всеми силами безопасности.
29 августа 1993 года Алиев выразил вотум доверия Эльчибею, заявив, что «президент Эльчибей, покинувший свой пост и не выполняющий свои обязанности в столь тяжелое для страны время, не должен быть главой государства». Хотя Народный фронт бойкотировал последовавший за этим референдум, 97 % избирателей выразили недоверие президенту Абульфазу Эльчибею.

## Последствия
Политический кризис в Азербайджане негативно отразился на карабахском фронте, деморализовав армию и оставив её фактически без командования. Воспользовавшись выводом азербайджанских войск с линии фронта, армянское командование инициировало несколько наступательных операций. Так, 27 июня армянам удалось занять Мардакерт и бо́льшую часть севера Карабаха. А 23 июля, в ходе тяжёлых боёв, длившихся больше месяца, они захватили крупный азербайджанский город Агдам. Спустя месяц, армянам удалось захватить райцентры Физули и Джебраил, находящиеся на юге Азербайджана. За 4 месяца с начала политического кризиса Азербайджан практически без боёв лишился контроля над северной частью Карабаха и 5 административными районами, потеряв суммарно около 5 тыс. км² территории.
На фоне мятежа Гусейнова, 21 июня в Ленкоранском районе полковник Альакрам Гумматов, который тесно контрактировал с Гусейновым, опираясь на силы 704 бригады ВС Азербайджана, поднял сепаратистский мятеж и провозгласил Талыш-Муганскую республику. Кроме того, на севере страны активизировалась лезгинская организация «Садвал».

## Оценки
Ряд исследователей и журналистов допускают, что Гусейнов в ходе мятежа мог сотрудничать с Гейдаром Алиевым, а также с Россией. Некоторые источники также указывают на его тесные связи с посольством Ирана в Баку.
Профессор в области международных отношений Чарльз Кинг считает, что в конечном счёте успех повстанческой армии Гусейнова оказался пустышкой. Воспользовавшись политическим хаосом, начавшимся после прибытия в Баку мятежных войск, Гейдар Алиев вместо помощи попавшему в беду Эльчибею в конечном итоге вытеснил его. Алиеву удалось укрепить своё положение теперь уже в качестве верховного лидера страны, низведя Гусейнова до поста премьер-министра.
В статье, посвящённой изучению истории построения демократии в Азербайджане исследователь Фарда Асадов пишет, что когда Сурет Гусейнов поднял восстание, «народ не понял ни его истинных мотивов, ни мер, предпринятых против него правительством».